# Les Surfs
 (août 2024).
Si vous disposez d'ouvrages ou d'articles de référence ou si vous connaissez des sites web de qualité traitant du thème abordé ici, merci de compléter l'article en donnant les références utiles à sa vérifiabilité et en les liant à la section « Notes et références ».
Les Surfs est un groupe malgache de pop et yéyé francophone, originaire d'Antananarivo, actif entre 1963 et 1971.

## Histoire

### Formation
Les Surfs, quatre frères (Dave, Rocky, Coco et Pat) et deux sœurs (Nicole et Monique) aînés d'une famille de douze enfants, les Rabaraona, sont nés à Madagascar. À la proclamation de la République Malgache, le 14 octobre 1958, le groupe, connu initialement sous le nom de « Rabaraona frères et sœurs » (Rabaraona 6 mianadahy), gagne le premier prix lors d'un concours de chanson amateur organisé par la station nationale de radio Radio Tananarive, en interprétant les deux grands succès du fameux groupe américain de l'époque, The Platters, Only You et The Great Pretender. Dans la foulée de ce succès, le groupe, sous le nom de « Les Béryls », fait plusieurs tournées à travers Madagascar avec, entre autres, le chanteur malgache Henri Ratsimbazafy et les CCC Guitares. Ils enregistrèrent un premier super 45 tours avec la compagnie De Comarmond (Discomad) à Tananarive : Petite Fleur, Marin, Les Trois Cloches, Tom Dooley.

### Succès
À la demande du gouvernement français, les six frères et sœurs furent choisis pour représenter Madagascar à l'inauguration de la 2e chaîne de télévision à Paris (Porte de Versailles) le 8 septembre 1963. À leur première apparition, ils ont immédiatement conquis le public français. Jean-Louis Rafidy, l'animateur-vedette « la voix d'or » de la radio malgache qui les accompagnait pendant leur séjour à Paris, les présenta à Roger Marouani des Disques Festival qui leur fait signer leur premier contrat européen et les prit en charge. Le groupe est alors baptisé Les Surfs afin de profiter du regain de popularité de ce genre de musique au début de la décennie.
En 1963, ils enregistrent Reviens vite et oublie, adaptation du Be My Baby des Ronettes, et obtiennent grâce à ce titre un premier succès honorable, avant de participer (comme Frank Alamo) à la tournée de Sheila. On leur fait enregistrer plusieurs succès commerciaux, aux sonorités yéyé, des adaptations françaises de hits anglo-saxons pour la grande majorité, comme Reviens vite et oublie (Be My Baby), Si j'avais un marteau (If I had a hammer), T'en va pas comme ça (Don't Make Me over), Shoop shoop… va l'embrasser (Shoop Shoop Song), Adieu chagrin (adaptation de There's a Place des Beatles), Shame and Scandal (Shame and Scandal in the Family) ou encore À présent tu peux t'en aller (I Only Want to Be with You), souvent d'ailleurs partagées avec d'autres artistes tels Claude François, Frank Alamo, Sophie, Sacha Distel, Dalida, Nancy Holloway ou Richard Anthony. Le répertoire du groupe demeure pauvre en chansons originales, ce qui n'empêche pas le public d'adhérer.
Durant leur carrière, Les Surfs firent plusieurs tournées en France, Espagne, Italie (dont quatre participations au festival international de la Chanson italienne de San Remo), Suisse (trois festivals de Montreux), mais aussi dans plusieurs pays francophones et d'Europe (Roumanie, Bulgarie, etc.), Israël, Liban, Turquie, Algérie, Zaïre, etc. Leurs succès les emmenèrent faire presque le tour du monde car le groupe suscita beaucoup d'intérêt et de passion. Ils participèrent à de nombreuses émissions de télévision et de spectacles avec de grands artistes de réputation mondiale comme Jacques Brel, Enrico Macias, Alain Barrière, Petula Clark, Tom Jones, Les The Supremes, Betty Grables, Oscar Peterson, Les Rolling Stones, Stevie Wonder, etc.
En 1966, les Surfs feront partie des stars du moment à figurer sur la mythique « Photo du siècle » de Salut les copains immortalisée par Jean-Marie Périer. Pourtant très vite le succès décline, et ils arrêtent déjà d'enregistrer l'année suivante. Après leurs tournées au Québec, ils décident de se séparer en 1971 et s'installent à Montréal. Les changements survenus dans les modes musicales, ainsi que dans les vies familiales des membres — Monique et Nicole sont chacune mère de trois enfants[réf. nécessaire] — sont une des raisons qui les poussent à s'arrêter. Du temps de sa période active, le groupe aura vendu plus de six millions de disques.

### Post-séparation

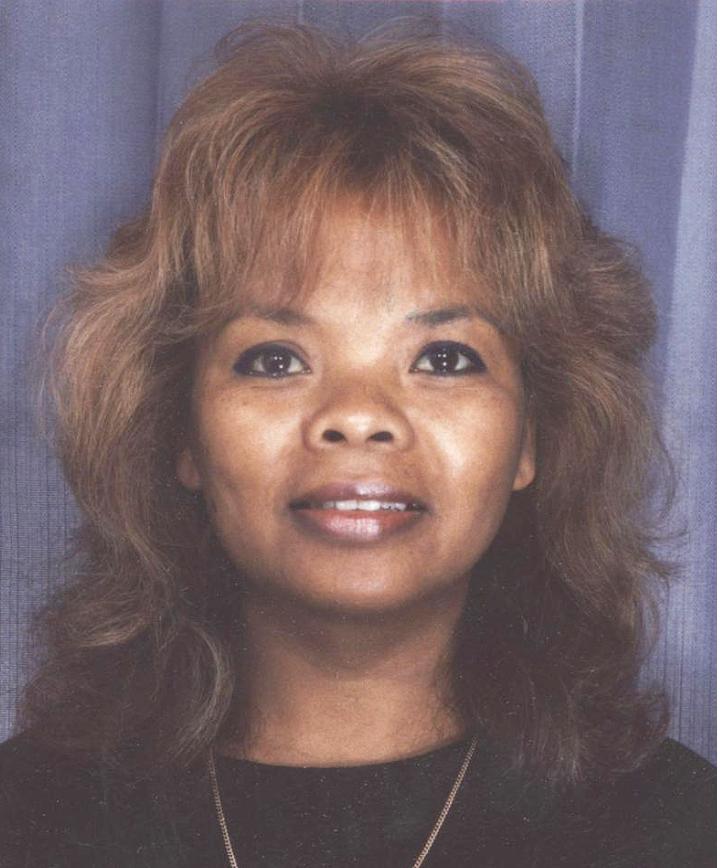
Monykia en 1986. Photo d'identité (Sacem).

Au Québec, Monique, la principale soliste du groupe, et son frère Rocky poursuivent chacun une carrière solo. Ils se retrouvent en 1979 pour former un duo pendant deux ans sous le nom de Rocky et Monique. Le duo se sépare en 1981 lorsque Monique décide de retourner en France. En 1989, se forme le groupe Les Surfs-Feedback avec quatre autres de ses frères (Roland, Rémy, Luc et Dominique). Le groupe est ensuite rejoint par la chanteuse Sissi en 1992. Il s'essaie à la production et à la présentation d'émissions télévisées. Monique décède le 15 novembre 1993 à Paris. Nicole, elle, décède à son tour le 5 mai 2000 à San Diego en Californie. Toutes deux reposent dans le caveau familial du village de Fiakarana au nord de l'aéroport d'Ivato près d'Antananarivo.
Rocky, en solo et sous le nom de Rocky A. Harry (Les Surfs), continue de présenter un spectacle intitulé Il était une fois… Les Surfs dans lequel il raconte les anecdotes les plus savoureuses sur ce groupe mythique entrecoupées de leurs grands succès. Il fait plusieurs tournées à Madagascar, accompagné des Surfs-Feedback. Il fait de temps en temps un passage en France pour présenter son spectacle lors de plusieurs soirées de la diaspora malgache.
En décembre 2014, Rocky publie un livre biographique sur le groupe intitulé L'aventure des Surfs - Souvenirs d'un groupe vocal malgache. Riche en anecdotes, ce livre raconte l'histoire du groupe depuis l'enfance des membres jusqu'à leur séparation en 1971. Il écrit aussi deux œuvres littéraires, Sous les murmures des ondes - Chroniques au bord d'une rivière (Éditions Publibook, 2024) et Symphonie d'une âme - Mon recueil de poèmes écrits à travers le temps (Éditions Publibook, 2024).
En 2008, Dave forme la nouvelle entité Les Surfs 2008 qui a fait partie de la tournée Âge tendre et Têtes de bois 2008 durant la saison 2008-2009. Le nouvel ensemble des Surfs 2008 comprenait, outre Dave, Isa (la petite sœur) demeurant à Nice et grande chanteuse de jazz (dont la voix ressemble à celle de sa sœur Monique), Jackya, son cousin Bruno, ainsi que Mahenintsoa et Fidy tous des musiciens et chanteurs, de Madagascar. Mais le groupe n'a duré que le temps de la tournée.
Le 17 septembre 2021, à l'Ambassade de Madagascar à Paris, Dave a été élevé à la dignité du Commandeur de l'Ordre des Arts, des Lettres et de la Culture pour sa précieuse contribution au développement et la valorisation de la Musique. À cette occasion, il a reçu une médaille.
Dave décède le 26 février 2025 à Montréal.

## Discographie
- 1963 : Reviens vite et oublie / Ce garçon / Dum Dum Dee Dum / Pas si simple que ça (Festival) (45 tours)
- 1964 : Si j'avais un marteau / Écoute cet air-là / T'en va pas comme ça / Uh Uh (Festival) (45 tours)
- 1964 : À présent tu peux t'en aller / Je sais qu'un jour / Je te pardonne / Ça n'a pas d'importance extrait du film Cherchez l'idole (Festival) (45 tours)
- 1964 :  Shoop Shoop... Va l'embrasser / Je ne suis pas trop jeune / Adieu chagrin / Avec toi je ne sais plus (Festival) (45 tours)
- 1964 : Chaque nuit / Tu n'iras pas au ciel / Un toit ne suffit pas / Sacré Josh (Festival) (45 tours)
- 1964 : Les Surfs à l'Olympia : Reviens vite et oublie / Ce garçon / Oublie cet étranger / Pas si simple que ça / Cent mille filles / Gotta Lotta Love / Si j'avais un marteau / Écoute cet air-là / T'en va pas comme ça / Dum Dum Dee Dum / Uh Uh / When the Saints Go Marching In (BO de Souvenirs, Souvenirs) (Festival) (33 tours)
- 1964 : Les Surfs : Chaque nuit / Sacré Josh / Tu n'iras pas au ciel / Tu pars et tu pleures / Ils disaient / Adieu marin / Un toit ne suffit pas / Moi qui t'aime encore / Pour une rose / Reste avec moi / Je ne veux pas changer / Richard Cœur de Lion (Festival) (33 tours)
- 1964 : Les Surfs : Adieu chagrin / It's All Right / Avec toi je ne sais plus / Je te pardonne / Toi tu m'as tout donné / Shoop Shoop... Va l'embrasser / À présent tu peux t'en aller / Je sais qu'un jour / Ça n'a pas d'importance / Je ne suis pas trop jeune
- 1965 : Le Printemps sur la colline' / Tu verras / Café, Vanille ou Chocolat / Pour une rose (Festival) (45 tours)
- 1965 : Tant que tu seras / Clac tape / Pour une pomme / Partager tous tes rêves (Festival) (45 tours)
- 1965 : Scandale dans la famille / Défense de toucher à mon amour / Ton souvenir / Stop (Festival) (45 tours)
- 1965 : Reviens Sloopy / Les hommes n'auront plus de peurs / If You Please / Pourquoi pas moi (Festival) (45 tours)
- 1965 : Par amour pour toi / Les Mouches au plafond / Va où tu veux / Sur tous les murs (Festival) (45 tours)
- 1965 : Les Surfs : Si j'avais un marteau / Reviens vite et oublie / Tu Verras / Claque Tape / Stop / Pour Une Rose / When the Saints Go Marching In / Café, Vanille ou Chocolat / Le Printemps sur la colline / Défense de toucher à mon amour / Partager tous tes rêves / Ne joue pas la comédie / À présent tu peux t'en aller  (Festival) (33 tours)
- 1966 : Les Surfs : Alors / Les Mouches au plafond / Pulchérie chérie / Longtemps / Sur tous les murs / Reviens Sloopy / Mon chat qui s'appelle Médor / If You Please / Les hommes n'auront plus de peurs / Pourquoi pas moi / Va où tu veux / Par amour pour toi (Festival) (33 tours)
- 1966 : Alors / Mon chat qui s'appelle Médor / Longtemps / Pulchérie chérie (Festival) (45 tours)
- 1966 : Une rose de Vienne / Si loin d'Angleterre / Les Troubadours de notre temps / Un jour se lève (Festival) (45 tours)
- 1967 : Mon pays est bien loin / Drôle de fille / C'est grâce à toi / J'ai tant de joie (Festival) (45 tours)
- 1967 : Les Noces d'argent / Toi seul / Une tête dure / Aime-moi comme je t'aime (Festival) (45 tours)

## Filmographie
- Tête de bois et tendres années, émission de télévision, 1963 et 1964. Paris.
- Cherchez l'idole, film, 1964. Paris.
- Rose d’or de Montreux, télévision, 1964 et 1965. Montreux.
- Ready Steady Go!, télévision, 1964 et 1966. Londres.
- Petula Clark Show, télévision, 1965 et 1966. Londres.
- Rundherum die Welt, télévision, 1965. Hambourg.
- The Hollywood Palace, télévision, 1965. Hollywood, Californie.
- This Is Tom Jones, télévision, 1966. Londres.
- Cravate Noir, télévision, 1967.
- Palmarès des chansons, télévision, 1967.
- The Talk of The Town, télévision, 1968. Londres.
- The Jack Benny Show, télévision, 1968. Londres.